# Deadline Hollywood
Deadline Hollywood，又名Deadline.com，由妮基·芬克所創立的線上雜誌網站，隸屬於傑·潘斯奇的潘世奇媒体公司。該網站每日都會更新數次電影和娛樂相關的新聞。

## 外部連結
- 官方网站
- About Deadline.com（页面存档备份，存于）於PMC上